# توم موريس (دراج)
توم موريس هو دراج كندي، ولد في 18 سبتمبر 1944 في غرب لوثيان في المملكة المتحدة.

## وصلات خارجية
- توم موريس على موقع إحصائيات الدراجات الإحترافية (الإنجليزية)
- توم موريس على موقع أوليمبيديا (الإنجليزية)